# Óscar Medina
Óscar Segundo Ricardo Medina Valencia (21 de mayo de 1917-10 de enero de 1984) fue un futbolista chileno que se desempeñaba como mediocampista. Fue campeón con Colo-Colo en 1939, 1941, 1944 y 1947. Además, integró la selección chilena en el Campeonato Sudamericano 1942.

## Trayectoria
Comenzó en las divisiones inferiores de Magallanes como puntero izquierdo, pero no logró debutar en el primer equipo. Por esta razón se marchó a Green Cross como mediocampista. Aunque el cuadro se encontraba en la Serie B, destacó en su posición, y en 1938 pasó a Colo-Colo.
Comenzó a reemplazar como medio izquierdo a Amadeo San Juan, y en 1939 logró su primer campeonato nacional con los albos, en donde formó junto a José Pastene y Segundo Flores. Aunque en 1940 muchas veces fue suplente, el año 1941 junto a Francisco Hormazábal fue parte fundamental del campeonato que consiguió Colo-Colo de forma invicta. Consiguió otros dos títulos con el conjunto popular, en 1944 y 1947.

## Selección nacional
Por su campaña con Colo-Colo en 1941, fue considerado para el Campeonato Sudamericano 1942 de Montevideo y nombrado capitán del equipo.

### Participaciones en Campeonatos Sudamericanos
| Sudamericano                 | Sede    | Resultado    | PJ | G |
| ---------------------------- | ------- | ------------ | -- | - |
| Campeonato Sudamericano 1942 | Uruguay | Sexto puesto | 6  | 0 |

## Clubes
| Club        | País  | Año       |
| ----------- | ----- | --------- |
| Green Cross | Chile | 1936-1937 |
| Colo-Colo   | Chile | 1938-1948 |

## Palmarés

### Campeonatos nacionales
| Título                  | Club      | País  | Año  |
| ----------------------- | --------- | ----- | ---- |
| Campeonato de Apertura  | Colo-Colo | Chile | 1938 |
| Primera División        | Colo-Colo | Chile | 1939 |
| Campeonato de Apertura  | Colo-Colo | Chile | 1940 |
| Primera División        | Colo-Colo | Chile | 1941 |
| Primera División        | Colo-Colo | Chile | 1944 |
| Campeonato de Campeones | Colo-Colo | Chile | 1945 |
| Primera División        | Colo-Colo | Chile | 1947 |